# Cesarica Genmei
Cesarica Genmei (元明天皇 Genmei-teno, 660 – 29. december 721), znana tudi kot cesarica Genmjo, je 43. japonska cesarica v skladu s tradicionalnim dednim nasledstvom. Genmei je vladala med leti 707 in 715.
V japonski zgodovini je bila Genmei četrta od osmih žensk, ki so zasedle položaj cesarice regentke. Edine dokazane ženske monarhinje pred Genmei so bile cesarice Suiko, Kogjoku/Saimei in Džito. Po njih so sledile še Genšo, Koken/Šotoku, Meišo in Go-Sakuramači.

## Tradicionalna zgodba
Pred vzponom na krizantemin prestol je bilo njegovo osebno ime (imina) Abe-hime.
Cesarica Genmei je bila četrta hčerka cesarja Tendžija in mlajša polsestra cesarice Džito z drugo mamo. Njena mati, Mei-no-Iracume (znana tudi kot Soga-hime), je bila hčerka Udaidžina Soga-no-Kura-no-Jamada-no-Išikava-no-Mara (znanega tudi kot Soga Jamada-no O-omi).

### Dogodki tekom življenja cesarice Genmei
Genmei je postala družica (njogo) kronskega princa Kusakabe no Mika, sina cesarja Tenmuja in cesarice Džito. Po smrti svojega sina cesarja Monmuja v letu 707 je pristopila k prestolu. Vsaj en zgodovinski zapis nakazuje, da je prestol sprejela, ker je Monmu menil, da je njegov sin še premlad za pritiske cesarskega položaja.
- Spomenik Vadokaičin v Saitami18. julij 707 (Keiun leto 4, 15. dan 6. meseca): V 11. letu vladavine cesarja Monmuja (文武天皇十一年) cesar umre in nasledstvo (senso) prejme cesarjeva mama, ki je držala prestol za svojega mladega vnuka. Kmalu zatem je zasedla prestol (sokui) kot cesarica Genmei.[8]
- 707 (Keiun leto 4): V mestu Čičibu v provinci Musaši (regija, ki vključuje današnji Tokio) najdejo zaloge bakra[7][9]
- 708 (Keiun, 5. leto): Sprememba imena dobe nengo zaradi ustoličenja cesarice Genmei v Vado po zelo dobrodošlem odkritju bakra.[7] Japonska beseda za baker je do (銅) in ker je prišlo šlo za domači "va" (starodavno kitajsko ime za Japonsko) baker, dobimo sklop Vado "japonski baker".
- 5. maj 708 (Vado, 1. leto, 11. dan 4. meseca): Odkritje bakra Musaši in njegova predstavitev japonskem dvoru kot "japonski baker";[10] ustanovitev kovnice v provinci Omi.[6]
- 708 (Vado, 1. leto, 3. mesec): Fudživara no Fuhito je imenovan za ministra na desni (Udaidžin), Isonokami no Maro je imenovan za ministra na levi (Sadaidžin).[11]
- 709 (Vado, 2. leto, 3. mesec): Vstaja proti avtoriteti vlade v provincah Macu in Ečigo. Vojaške sile so zatrle upor.[11]
- 709 (Vado, 2. leto, 5. mesec): Ambasadorji iz kraljestva Silla prinesejo daritev. Obiskali so Fudživara no Fuhita in pripravili teren za nove obiske.[12]
- 710 (Vado, 3. leto, 3. mesec): Cesarica Genmei ustanovi svojo uradno rezidenco v Nari.[6] Priprave za ta projekt so bile že v teku zadnje leto vladavine cesarja Monmuja, a načrti takrat še niso bili uresničeni zaradi cesarjeve smrti.[11] Kmalu po spremembi imena nengo v Vado so izdali cesarski odred za vzpostavitev nove prestolnice na dvoru Heidžo-kjo v Nari v provinci Jamato. Še iz starodavnih časov je bilo v navadi, da se prestolnica po cesarji smrti preseli. Monmu se je odločil, da tega ne bo storil, in ostal v palači Fudživara cesarice Džito.[13] Palača cesarice Genmei se je imenovala Nara-no-mija.[5]
- 711 (Vado, 4. leto, 3. mesec): Objava kronike Kodžiki v treh delih. Delo predstavlja japonsko zgodovino od mitološkega obdobja božanskih vladarjev do 28. dneva 1. meseca 5. leta vladavine cesarice Suiko (leto 597).[11] Cesar Tenmu je umrl leta 686 pred njenim dokončanjem. Cesarici Genmei in drugim dvornim uradnikom gre zasluga, da so podpirali in spodbujali ta kolosalen projekt.
- 712 (Vado, 5. leto): Provinca Mucu se loči od province Deva.[11]
- 713 (Vado, 6. leto, 3. mesec): Provinco Tanba ločijo od province Tango, provinco Mimasaka ločijo od province Bizen in provinco Hjuga ločijo od province Osumi.[11]
- 713 (Vado, 6. leto): S cesarsko uredbo in imprimaturom se začne zbiranje in sestavljanje poročila Fudoki; ohranjene so kopije popisa prebivalstva provinc Izumo, Harima, Hitači in dveh drugih.[6] To delo naj bi opisalo vse province, gore, reke, doline, mesta in rastline. Postalo naj bi katalog rastlin, pric in sesalcev na Japonskem. Vsebovalo naj bi tudi podatke o pomembnejših dogodkih v japosnki zgodovini od sarodavnih časov do sedanjosti.[11]
- 713 (Vado, 6. leto): Razširitev ceste med provincama Mino in Šinano za ugoditev potnikom. Razširitev ceste v okrožju Kiso v današnji prefekturi Nagano.[11]

Po tem, ko je cesarica Genmei sedež vlade prestavila v Naro, je ta gorata lokacija ostala kot prestolnica 7 nadaljnjih vladavin. Na nek način je bil razvoj v obdobju Nara ena od najpomembnejših posledic njene razmeroma kratke vladavine.
Sprva je načrtovala, da bo na prestolu, dokler njen vnuk ne doseže zrelosti. Leta 715 je kljub temu abdicirala prestol v korist Munmujeve starejše sestre, ki postane cesarica Genšo. Genšo nasledi njen mlajši brat, ki postane cesar Šomu.
- 715 (Vado, 8. leto): Genmei odstopi prestol v korist svoje hčerke, ki postane cesarica Genšo.[14]

Cesarica je vladal osem let. Čeprav je bilo še sedem drugih cesaric, so bili nasledniki navadno izbrani iz moške strani družine. Nekateri konzervativni učenjaki trdijo, da so bile ženske na prestolu samo začasne vladarice, zaradi česar je potrebno tudi v 21. stoletju vzdrževati moško nasledstvo. Cesarica Genmei, ki jo je na prestolu nasledila hčerka, ostaja edina izjema tega konvencionalnega argumenta.
Po abdikaciji je šele kot druga ženska (po cesarici Džito) dobila naziv Daidžo-teno. V pokoju je živela še sedel let do smrti v 61. letu.
Dejanski kraj cesaričinega groba je znan. Tradicionalno jo častijo v spominskem šintoističnem svetišču (misasagi) v Nari. Cesarska hiša je posvetila to lokacijo kot njen mavzolej. Njen cesarski misasagi se lahko obišče v soseski Narazaka-čo v Nari. Ta misasagi v obliki gore se uradno imenuje  Nahojama-no-higaši no misasagi.

### Poezija
Zbirka Man'jošu vsebuje pesem, ki naj bi jo cesarica napisala leta 708 (Vado, 1. leto), poleg tega pa še odgovor na skrbi, ki ga ponudi neka dvorna gospa:
Poslušajte zvoke bojevnikovih ščitnikov za komolce;
naš kapitan postavlja ščite za urjenje vojakov.
– Genmei-teno'
Odgovor:
Ne bodite zaskrbljeni, o moja vladarica;
Me mar ni tukaj?
Mene, ki so me bogovi prednikov obdarili z življenjem
v vaših najožjih krogih?
– Minabe-hime

### Kugjo
Kugjo (公卿) je skupni izraz za peščico najbolj močnih moških, delujočih na dvoru japonskega cesarja v času pred obdobjem Meidži.
Večino časa so to elitno skupino sestavljali samo trije ali štirje možje naenkrat. Njihovo družinsko ozadje in izkušnje so jih pripeljale do vrha družbe. V času vladavine cesarice Genmei so vrh organa Daidžo-kan sestavljaliː
- Daidžo-daidžin, princ Hozumi.[5]
- Sadaidžin, Isonokami no Maro (石上麻呂).[5] 708-717
- Udaidžin, Fudživara no Fuhito (藤原不比等).[5] 708-720
- Naidaidžin
- Dainagon

## Erenengov času vladavine Genmei
Leta vladavine cesarice Genmei sovpadajo z več imeni dob (nengo).
- Keiun (704-708)
- Vado (708-715)
- Reiki (715-717)